# Експлуатація (економіка)
Експлуатáція (від фр. exploitation, утвореного від дієслова exploiter, що сходить до лат. explicō — «розгортаю, розкриваю»), також ви́зиск (пов'язане з прасл. *iskati — «шукати») — в економічній теорії — привласнення одними людьми продуктів праці інших людей; використання праці іншої людини без пропозиції їй за це адекватної компенсації; привласнення результатів додаткової та частини необхідної праці трудящих приватними власниками засобів виробництва.
Існують дві основні точки зору на економічну експлуатацію: 
- Організаційна або «мікрорівнева» експлуатація — її теорії акцентуються на ринковій владі економічних організацій в умовах ринку. Деякі неокласичні теорії, при цьому, стверджують, що експлуатація не ґрунтується на ринковій владі.
- Структурна або «макрорівнева» експлуатація — фокусується на експлуатації з боку широких верств суспільства, навіть (або особливо) в контексті вільного ринку. В цьому контексті марксистська теорія вказує на увесь клас капіталістів, як експлуататорський суб'єкт і на капіталізм як систему, засновану на експлуатації.

## Теорії експлуатації
У центрі уваги більшості тверджень про існування експлуатації людей є соціально-економічні явища, коли люди торгують своєю працею або кладуть її на вірність таким сутностям як держави, корпорації або будь-які інші приватні компанії. Деякі теорії експлуатації (марксистська, новоліберальна) є структурними, а інші — організаційні (неокласична).

### Марксистська теорія
Для марксизму експлуатація передбачає підпорядкування виробників (пролетаріату) праці на пасивних власників (буржуазію) за меншу компенсацію, ніж та, яка еквівалентна фактичному обсягу виконаної виробником роботи. Пролетарі змушені продавати свою робочу силу, аби отримати лише заробітну плату, щоб вижити (а не отримувати належну плату за всю кількість праці), в той час як капіталісти експлуатують роботу, виконувану пролетарями, а саме шляхом присвоєння і накопичення додаткової вартості їхньої праці. Таким чином, капіталіст живе зі свого пасивного володіння засобами виробництва та отримання прибутку, коли замість того, щоб самому працювати, він користується з того, що має право на все вироблене.
Види експлуатації, описані іншими теоріями (див. нижче), як правило, називаються «суперексплуатацією» — експлуатаціями, що виходить за рамки нормальних стандартів експлуатації, поширених в капіталістичному суспільстві. У той час як ці інші теорії підкреслюють експлуатацію одного індивіда організацією (або навпаки), марксистська теорія, в першу чергу, стосується експлуатації одного класу суспільства (виробників) іншим (визискувачами). Цей вид експлуатації розглядається як невід'ємна риса і ключовий елемент капіталізму. Проблема породжена структурним контекстом, за яким вільні ринки через владу капіталу породжують масштабну експлуатацію. Пропонованим рішенням, з погляду марксизму, є скасування капіталізму і заміна його кращою, неексплуататорською, системою виробництва і розподілу — комунізмом.

## Трактування Карла Маркса
За Марксом експлуатація — це присвоєння результатів чужої праці (доданої вартості), що не повертається працівникам у якій-небудь формі. В поточних історичних умовах домінує капіталістичний тип експлуатації — буржуазія, власник засобів виробництва, присвоює додану вартість, створену найманими робітниками. Особливості капіталістичної експлуатації полягають у наступному:
1. Вона має схований, замаскований характер, оскільки зовні все виглядає як угода рівноправних партнерів (один продав робочу силу, інший купив).
2. Заснована на економічному примусу до праці.
3. Робітник  працює  під  контролем  капіталіста, котрий  визначає тривалість робочого дня (у рамках відповідного законодавства, але тільки тоді, коли воно з'являється) і його розподіл на необхідний робочий час і додатковий.

За Марксом експлуатація людини людиною зникне в безкласовому суспільстві — при комунізмі.

## Експлуатація в СРСР
Після взяття влади в Росії в 1917 р. більшовики (комуністи) самі здійснювали політику експлуатації, оскільки не оплачували адекватно працю трудящих та експлуатували працю селян. Крайня форма комуністичної експлуатації проявилась в утворені концтаборів в СРСР та призвела до масового голоду на селі в 1921, 1932-33 та 1947 р.
Згідно з теорією радянських комуністів, в 1920-30-х рр. в СРСР існувала така форма устрою як «державний капіталізм при диктатурі пролетаріату» з метою спрямування сил на будівництво економіко-технічного базису соціалізму. Із начебто досягненням останнього на середину 1950-х рр. «державний капіталізм» замінився на «соціалістичну формацію» (з 1977 р. — на «розвинутий соціалізм»), але з капіталістичними рудиментами (пережитками) — заробітною платою, товарно-грошовим обігом, споживацькою мораллю тощо.